# Reinhold Heidenstein
Reinhold Heidenstein (* um 1553 in Königsberg, Preußen; † 24. Dezember 1620 in Sullenschin, Königliches Preußen) war ein preußischer Diplomat, Jurist und 1583–1611 Chronist im Dienste des Herzöglichen Preußens als Agent (Beauftragter) bei der polnischen Krone.

## Leben
Reinhold Heidenstein nahm 1566 ein Studium an der Universität Königsberg auf, wechselte 1571 an die Universität Wittenberg und begab sich 1577 nach Italien an die Universität Padua. Nach 1581 reiste er weiter nach Frankreich und kam in Kontakt mit dem Markgrafen Georg Friedrich dem Älteren von Brandenburg-Ansbach.
1582 wurde Heidenstein Sekretär bei König Stephan Báthory, im Oktober 1583 wurde er Agent (Beauftragter) Georg Friedrichs von Brandenburg-Ansbach am polnischen Hof. Nachdem ihm die polnische Staatsangehörigkeit verliehen und sein fränkischer Adelstitel bestätigt worden war, schloss er sich dem Großkanzler Jan Zamoyski an und bekleidete auch unter König Sigismund III. Wasa, sowie seit 1605 unter Joachim Friedrich von Brandenburg dieses Amt weiter. Jedoch sank sein Einfluss am polnischen Hof nach dem Tod Zamoyskis, sodass er sich 1612 von seinen Ämtern auf sein Landgut zurückzog. 1612 trat er vom Amt zurück und begab sich auf seine Güter in Sullenschin.
Heidensteins Bedeutung liegt nicht nur auf politischen Gebiet, vielmehr war er auch, wenngleich parteilich, einer der wertvollsten Chronisten seiner Zeit. Da er seine in lateinischer Sprache ausgeführten Schilderungen mit amtlichem Material belegte, ist er heute noch von Bedeutung.

## Werkauswahl
- Ius terrestre nobilitatis Borussiae correctum, 1598
- De bello Moscovitico commentariorum, libri VI, 1584, 1585 und öfter
- Vita Johannis Zamoyscii, 1861
- Cancellarius sive de dignitate ex officio cancellarii regni Poloniae, 1610, Nachdruck 1960
- Rerum Polonicarum ab excessu Sigesmundi Augusti libri XII, 1672